# Amber Grid
AB Amber Grid je glavni operater transporta zemeljskega plina v Litvi. Podjetje je bilo ustanovljeno leta 2013 z odcepitvijo dejavnosti pretoka plina od podjetja Lietuvos Dujos.
Amber Grid ima v lasti vse glavne plinovode v Litvi, vključno s kompresorskimi, merilnimi in distribucijskimi postajami za zemeljski plin.
Amber Grid je član Evropske mreže operaterjev prenosnih sistemov za plin (ENTSOG).
Aprila 2022 je predsednik Litve Gitanas Nausėda objavil, da je litovski nacionalni operater s plinom Amber Grid popolnoma prenehal s trženjem ruskega plina, prenosni sistem tako od začetka aprila deluje brez ruskega plina in plina v prihodnosti prek povezave Minsk–Kaliningrad nima namena kupovati. Litva je po ruski invaziji na Ukrajino leta 2022 postala prva država Evropske Unije, ki je prenehala z uvozom ruskega plina.